# Itäinen Pitkäkatu
Itäinen Pitkäkatu  (en français : longue rue de l'est) est une rue de Turku en Finlande.

## Présentation
Itäinen Pitkäkatu est une rue d'environ deux kilomètres de long qui traverse les quartiers I, II et III.
Itäinen Pitkäkatu commence à l'intersection de Lemminkäisenkatu et se termine à l'intersection de Betaniankatu. 
Tykistökatu est son prolongement au nord-est et Stålarminkatu au sud-ouest. 
Le nom plus court Itäinenkatu est couramment utilisé pour Itäinen Pitkäkatu, qui a été proposé comme nom officiel à quelques reprises, mais les propositions n'ont pas été approuvées.
Les rues croisées par Itäisen Pitkäkatu sont Kaivokatu, Kerttulinkatu, Kellonsoittajankatu, Kupittaankenttä, Uudenmaankatu, Tähtitorninkatu, Vartiovuorenkatu, Kaskenkatu, Vuorikatu, Sepänkatu, Kivenhakkaajankatu, Vuorityömiehenkatu ja Yrjönkatu.

## Transports
Itäinen Pitkäkatu est une artère très fréquentée,. 
Les bus locaux qui desservent la rue sont les lignes 3 et 30, 58 et P1.

## Bâtiments de la rue
Le parc immobilier d'Itäinen Pitkäkatu est principalement composé d'immeubles résidentiels, avec souvent de petits magasins au niveau de la rue. 
Les vieilles maisons en bois ont été démolies pour faire place à des immeubles d'habitation depuis les années 1950,,.
PharmaCity qui fait partie du parc scientifique de Turku, l'école Sirkkala, l'école Samppalinna, et la salle de sports de balle Samppalinna sont situées le long de la rue.
Le seul parc public est le Kupittaanpuisto entre Kupittaankentä et Uudenmaankatu.

## Galerie

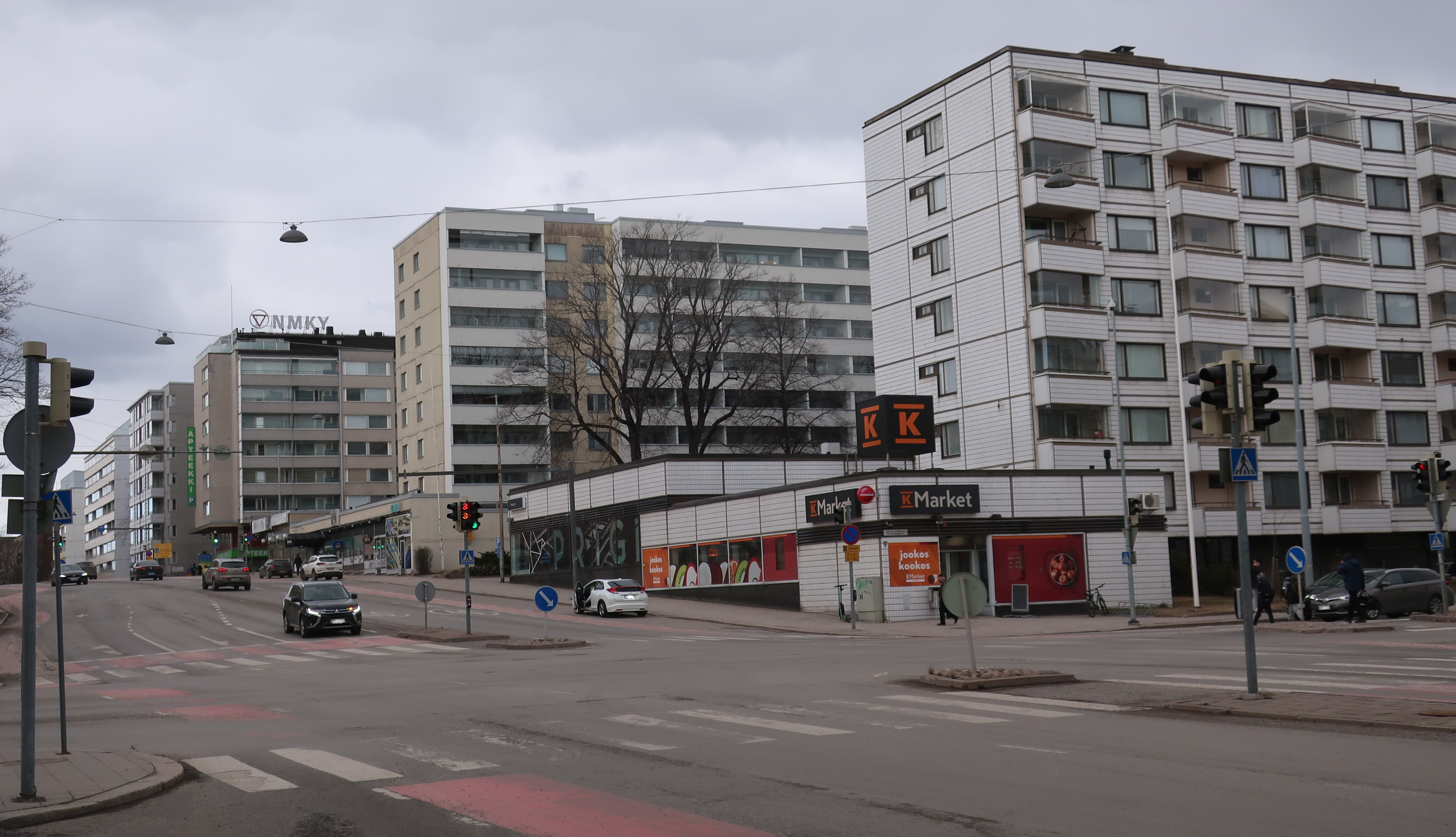
Kaskenkatu et Itäinen Pitkäkatu.
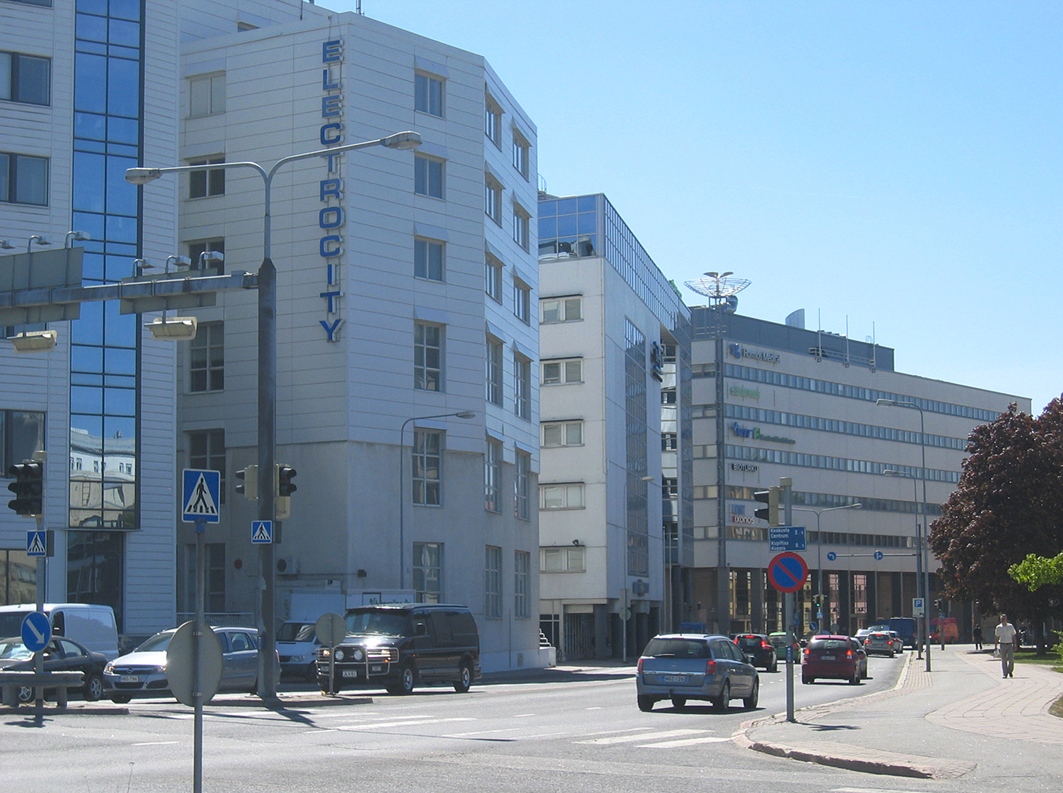
À droite, PharmaCity à Itäinen Pitkäkatu 2.
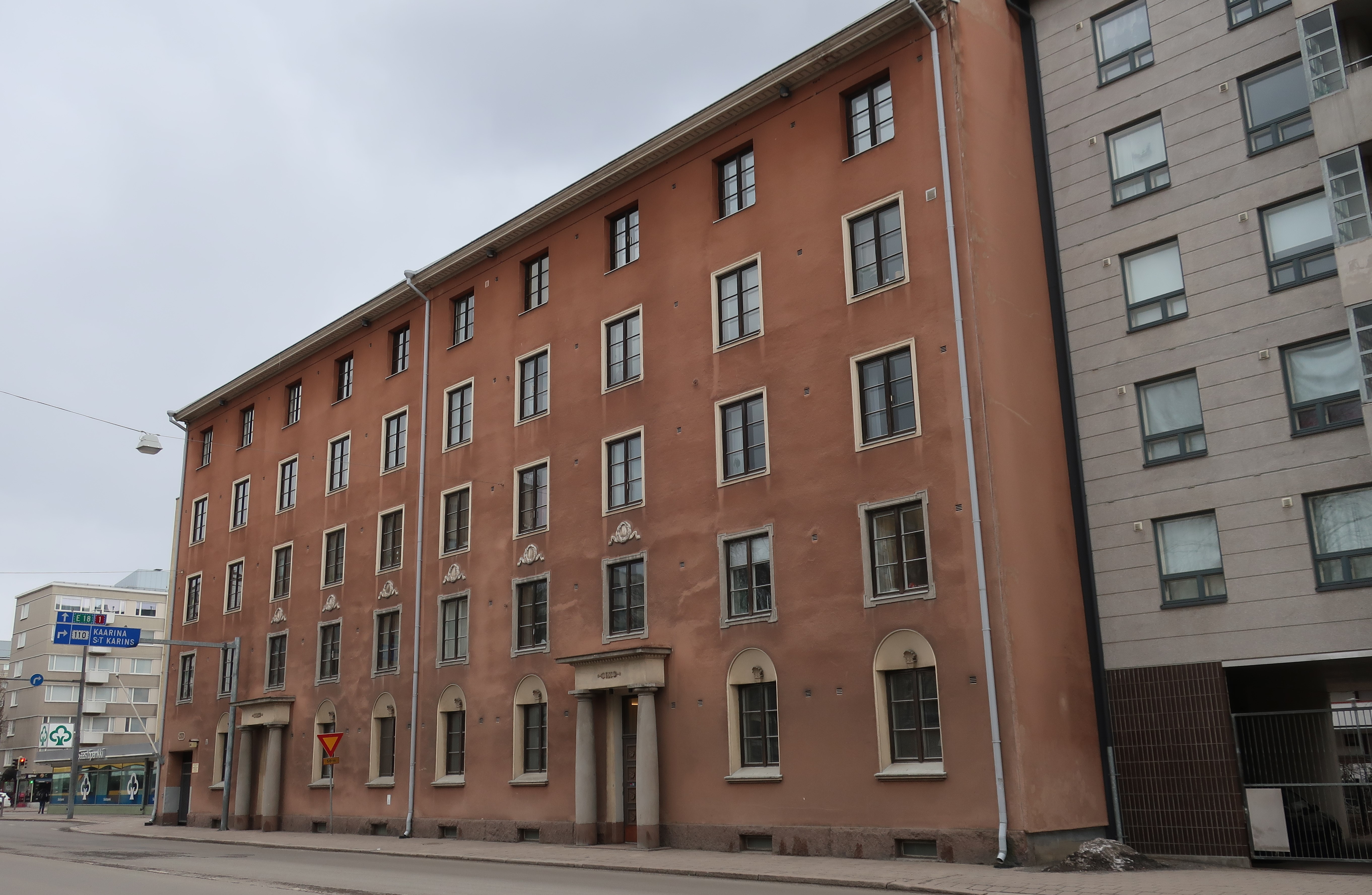
Itäinen Pitkäkatu 46.
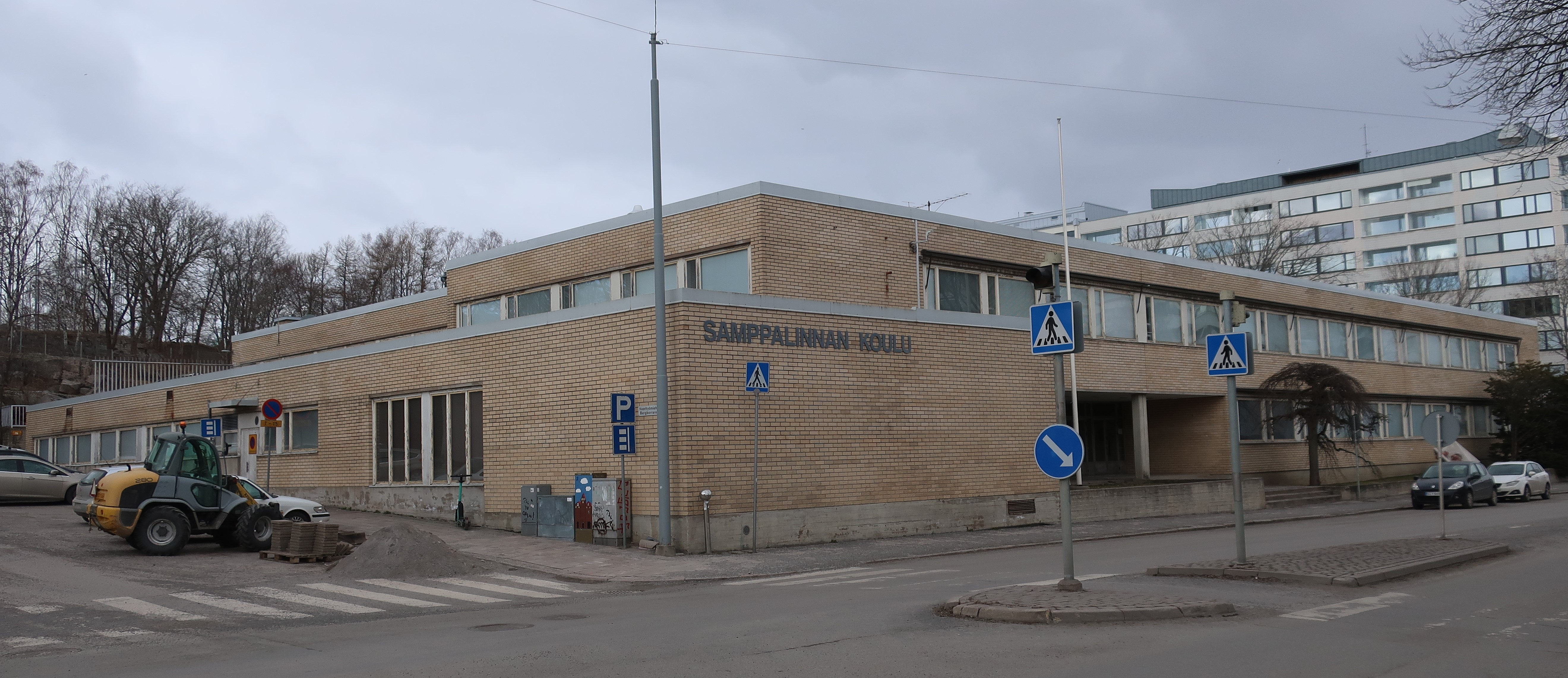
École de Samppalinna[9].
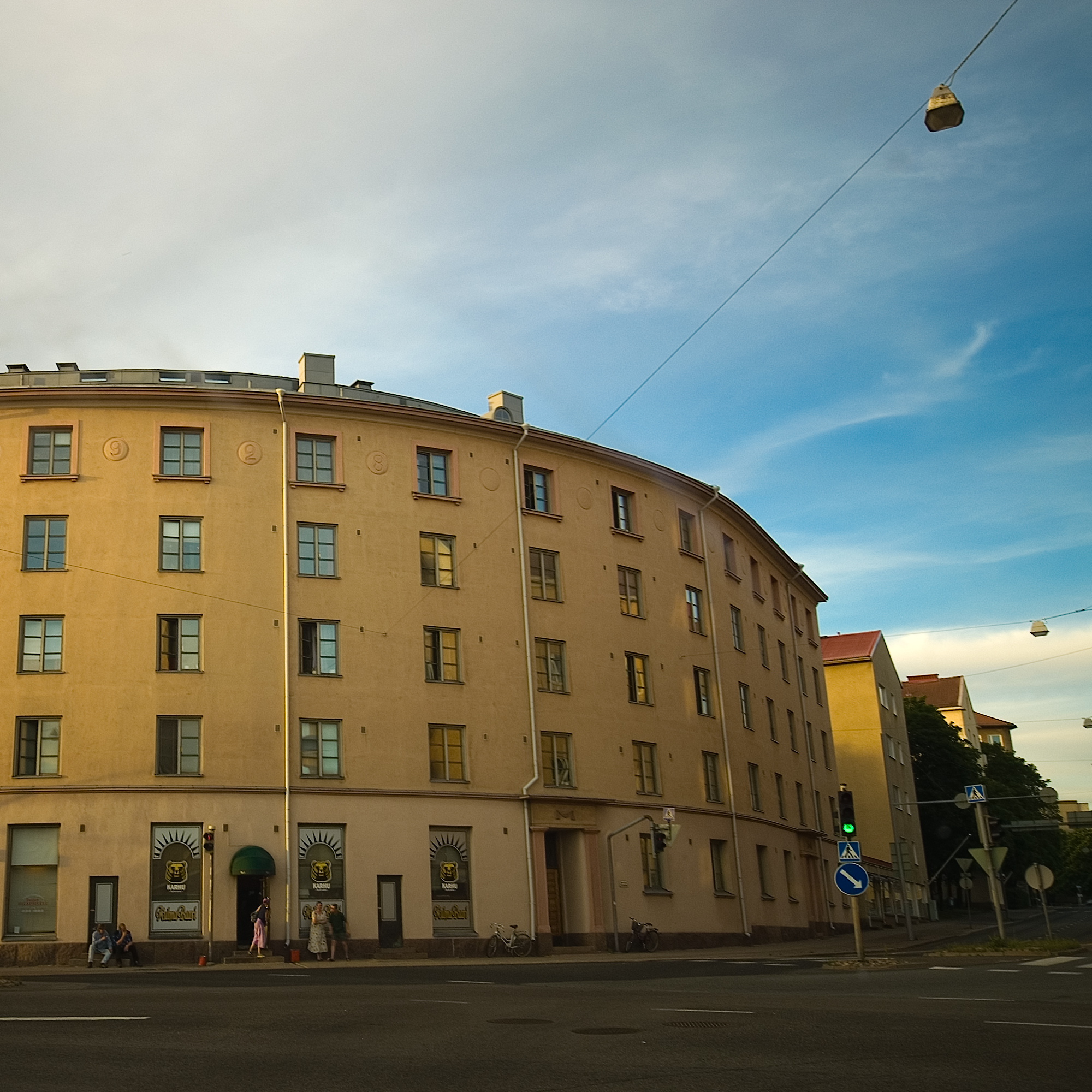
Itäinen pitkäkatu 7.
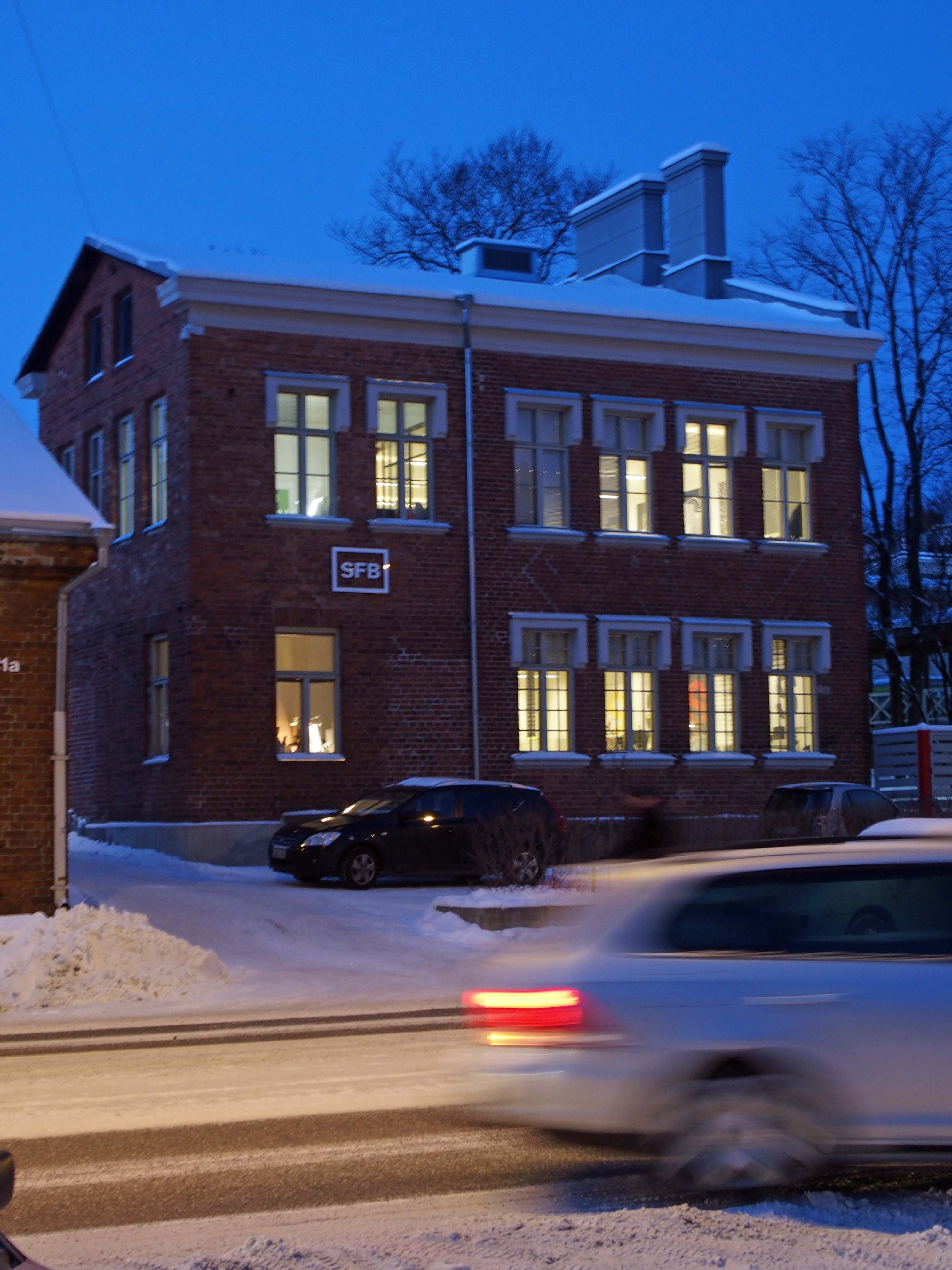
Itäinen pitkäkatu 21.